# 瓶形上三脊節蜱
瓶形上三脊節蜱（学名：Calepitrimerus similisvas）为節蜱科上三脊節蜱屬下的一个种。